# كريستييان وراسيك
كريستييان وراسيك (بالإنجليزية: Kristijan Đurasek)‏ (و. 1987  م) هو راكب دراجة هوائية، من كرواتيا، ولد في فاراجدين، شارك في طواف فرنسا، وركوب الدراجات في الألعاب الأولمبية الصيفية 2016، وسباق طواف فرنسا 2014، وألعاب أولمبية صيفية 2012، وسباق طواف فرنسا 2017.

## روابط خارجية
- كريستييان وراسيك على موقع الاتحاد الدولي للدراجات (الإنجليزية)
- كريستييان وراسيك على موقع أرشيف الدراجات (الإنجليزية)
- كريستييان وراسيك على موقع إحصائيات الدراجات الإحترافية (الإنجليزية)
- كريستييان وراسيك على موقع نسبة الدراجات (الإنجليزية)
- كريستييان وراسيك على موقع CycleBase (الإنجليزية)
- كريستييان وراسيك على موقع أوليمبيديا (الإنجليزية)